# Potisak iznad glave
Potisak iznad glave, vojnički potisak ili rameni potisak (engleski: military press ili overhead press) jedna je od temeljnih vježbi u dizanju utega. Od 1928. do Olimpijskih igara u Münchenu 1972. bio je uz trzaj i izbačaj treća disciplina olimpijskoga natjecanja troboja u dizanju utega.

## Izvođenje
Stane se uspravno, stopala raširenih u širini ramena. Šipku se uhvati nathvatom desetak centimetara šire od širine ramena. Početna pozicija je ona u kojoj je šipka spuštena na gornji dio prsa. Glava je lagano podignuta, a pogled usmjeren ravno preda se. Šipku se potisne dok ruke ne budu potpuno ispružene u laktovima. Iz gornje pozicije uteg se kontrolirano spušta prema donjem, početnom položaju.

## Uključeni mišići
- Musculus deltoideus (prednji i srednji deltoidni mišić)
- Musculus triceps brachii (troglavi nadlaktični mišić)
- Musculus trapezius (trapezni mišić)
- Musculus serratus anterior (prednji nazupčani mišić)